# Вондрачкова, Луция
Луция Вондрачкова (чеш. Lucie Vondráčková, род. 8 марта 1980, Прага, Чехословакия) — чешская певица и актриса. Племянница популярной чехословацкой и чешской певицы Гелены Вондрачковой.

## Биография
Луция Вондрачкова родилась в Праге. Отец Иржи Вондрачек — актёр, певец, композитор и музыкант, мать Гана Сорросова — поэт и переводчик. Дед по материнской линии — уроженец Эквадора.
Певица в совершенстве владеет пятью языками.
Закончила Пражскую консерваторию (специальность «музыка и драматургия») со степенью Магистра гуманитарных наук. В 2006 году защитилась в Карловом университете и получила степень доктора философии.
В кино дебютировала в 1990 году, сыграв одну из ролей в сериале «Территория белого оленя». Певческий дебют у Луции состоялся в 1993 году с альбомом «Marmeláda» (Мармелад). Почти все песни из репертуара Луции Вондрачковой написаны её родителями.

## Семья
С 17 июня 2011 года Луция была замужем за чешским хоккеистом Томашем Плеканецем. У супругов есть два сына — Матьяш Плеканец (род. 04.12.2011) и Адам Плеканец (род. 23.06.2015). В 2018 году пара рассталась.

## Дискография

### 1990-е
- 1993 — Marmeláda (Tommü Records)
- 1994 — Rok 2060 (Tommü Records)
- 1995 — Atlantida (Tommü Records)
- 1997 — Malá Mořská Víla (Tommü Records)
- 1998 — The Best Of English Version (Tommü Records)

### 2000-е
- 2000 — Manon (Tommü Records)
- 2003 — Mayday (Tommü Records)
- 2005 — Boomerang (Tommü Records)
- 2007 — Pel Mel 1993—2007 (Universal)
- 2008 — Fénix (Tommü Records) 2 CD set

### 2010-е
- 2010 — Dárek (Tommü Records)
- 2013 — Oheň (Bonton)
- 2014 — Duety (2 CD) (Bonton)